# Monarca (papallona)
La monarca (Danaus plexippus) és una espècie de lepidòpter papilionoïdeu de la família dels nimfàlids (Nymphalidae). Segurament és la més coneguda de les papallones de l'Amèrica del Nord i durant el segle xix va ser introduïda a Austràlia i Nova Zelanda. A Europa és una espècie resident a les Açores i Madeira i ocasionalment migra a l'occident d'Europa. A l'Àfrica la trobem a les Illes Canàries.
La ingestió d'aquestes papallones resulta tòxica per als ocells i altres animals, ja que s'alimenten en part de plantes asclepiàcies que són verinoses per als depredadors i això els permet de sobreviure en gran nombre en les migracions que fan. Les papallones monarca són excepcionals per la llarga migració anual: a l'hivern van cap al sud i a la primavera tornen al nord. En aquest cicle anual s'esdevenen diverses generacions i, a més a més, són dels pocs insectes capaços de travessar el Golf de Mèxic.

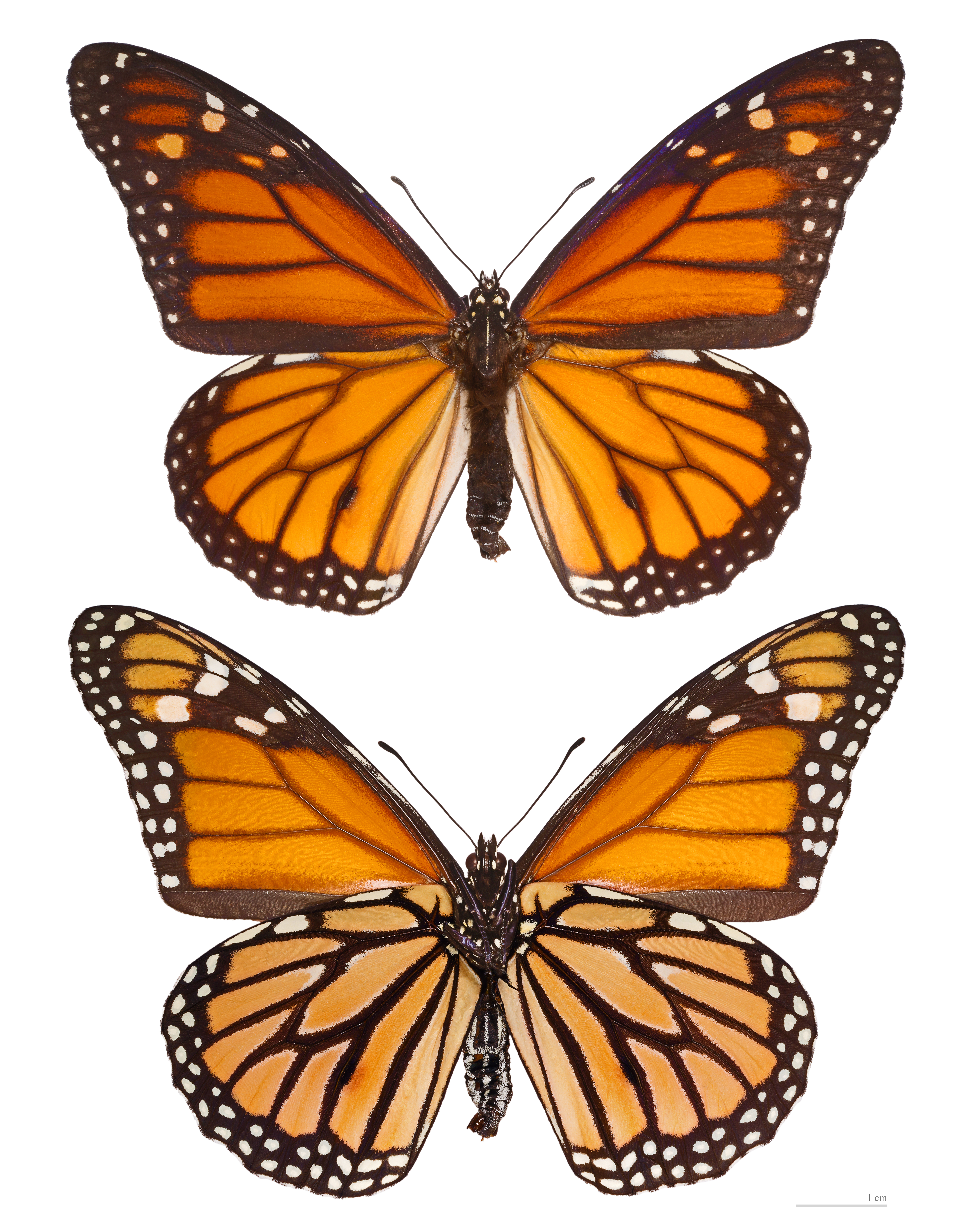
♂
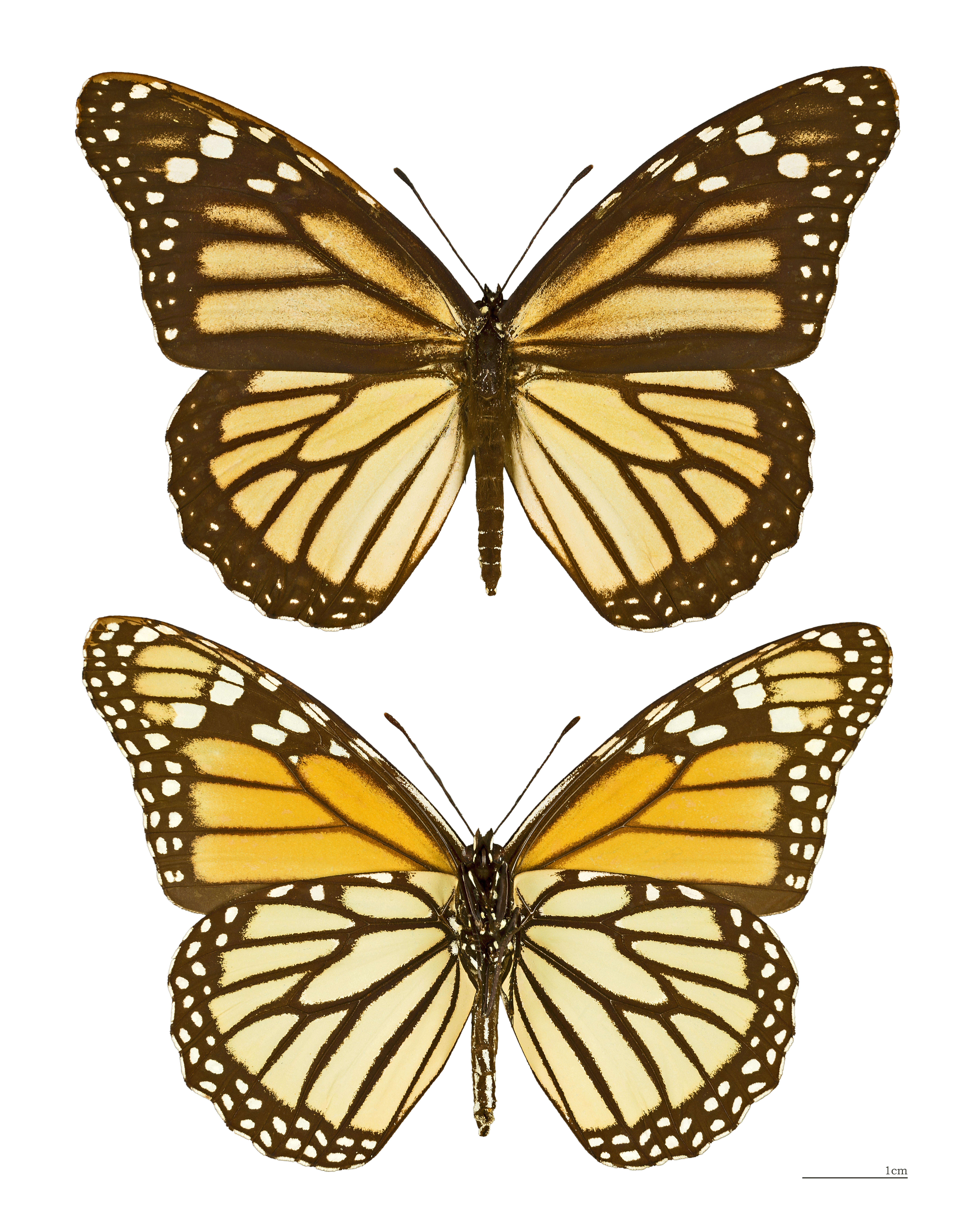
♀

## Migració

Ruta de migració

A l'Amèrica del Nord les papallones monarca fan una massiva migració cap al sud que comença a l'agost i fineix quan hi ha les primeres glaçades. Després a la primavera tornen cap al nord. Les monarques són les úniques papallones que migren tant cap al nord com cap al sud, tal com fan els ocells. Les femelles dipositen ous a les plantes durant la migració.
Cap a finals d'octubre la població de monarques que hi ha a llevant de les muntanyes Rocoses migren cap als estats mexicans de Michoacán i de Mèxic, a la reserva de la biosfera de la papallona monarca. Els santuaris ubicats a la reserva van ser declarats al 2008 Patrimoni Natural de la Humanitat per la UNESCO. La població situada a l'oest de les Muntanyes Rocoses migra a diversos punts de la costa del sud de Califòrnia, especialment a Pacific Grove i Santa Cruz.
La duració d'aquests viatges excedeix la vida de la majoria d'aquestes papallones, que és d'uns dos mesos en les nascudes a principi d'estiu. La darrera generació de papallones de l'estiu entren en la fase no reproductiva de diapausa i així poden viure set mesos o més i durant aquest estadi volen als llocs d'hibernació.